# Miguel Ramírez (futbolista peruano)
Miguel Ramírez (Huacho, 5 de abril del 1991) es un futbolista peruano. Juega de portero y su equipo actual es Deportivo Garcilaso que participa en la Liga 1. Tiene 33 años.

## Trayectoria
Realizó las divisiones menores en Alianza Lima, club al que llegó a los 11 años.
El 2019 consigue el ascenso con Deportivo Llacuabamba, sin embargo a finales del 2020 desciende de categoría.

## Clubes
| Club                      | País | Año         |
| ------------------------- | ---- | ----------- |
| Alianza Lima II           | Perú | 2008        |
| Juventud Victoria         | Perú | 2009        |
| Juventud Barranco         | Perú | 2009 - 2010 |
| Alfonso Ugarte de Puno    | Perú | 2010        |
| Pedro Anselmo Bazalar     | Perú | 2011        |
| Sport Loreto              | Perú | 2012        |
| Defensor San Alejandro    | Perú | 2012 - 2013 |
| Aurora Chancayllo         | Perú | 2014        |
| Social Venus              | Perú | 2015        |
| Huracán                   | Perú | 2015        |
| Defensor Laure Sur        | Perú | 2015        |
| Unión Tarapoto            | Perú | 2015 - 2016 |
| Sport Chavelines          | Perú | 2016        |
| Juventud Barranco         | Perú | 2017        |
| El Inca                   | Perú | 2018 - 2019 |
| ADT                       | Perú | 2017 - 2019 |
| Deportivo Llacuabamba     | Perú | 2019 - 2020 |
| Los Chankas               | Perú | 2021        |
| Ángeles Terribles Ladinos | Perú | 2022        |
| Deportivo Garcilaso       | Perú | 2022 -2023  |
| Deportivo El Inca         | Perú | 2024 -      |

### Campeonatos nacionales
| Título    | Club                | País | Año  |
| --------- | ------------------- | ---- | ---- |
| Copa Perú | Deportivo Garcilaso | Perú | 2022 |

- Datos: Q96624013